# Tudo É Rouge
"Tudo É Rouge" é uma canção do girl group brasileiro Rouge, lançada como single promocional em 15 de abril de 2013, o primeiro lançamento em 8 anos. A canção, composta pelas integrantes do grupo, juntamente com Rick Bonadio, que também a produziu, foi fruto de um encontro com o produtor pro seu reality show Fábrica de Estrelas. "Tudo É Rouge" é uma canção electropop, derivando-se também de dance-pop e EDM. 
A canção fala sobre o poder do grupo, e como ele atinge as pessoas ao redor. Os críticos receberam a canção com críticas positivas, destacando o lado dançante da canção e o amadurecimento do grupo. Lançada apenas como streaming no SoundCloud, a canção não foi enviada para as rádios, e não teve lançamento digital no iTunes, uma vez que o grupo não teve liberação de sua antiga gravadora para comercializar o nome. O grupo fez a primeira performance ao vivo da canção, juntamente com a integrante Lu Andrade, na turnê de retorno do grupo intitulada Chá Rouge em 2017.

## Antecedentes
| “ | "Eu acabei de falar com a Pati no telefone. Estamos muito felizes com tudo isso que está acontecendo. Principalmente porque é o Rick que começou a bagunça toda no Twitter". | ” |

Após o término do grupo em 2006, as 4 meninas seguiram suas carreiras profissionais, mas com um desejo de terminar o grupo de forma "digna". Após anos de pedidos dos fãs, em outubro de 2012, foi especulado, via Twitter, que o produtor das meninas, Rick Bonadio, começou, no final de semana, um movimento no Twitter com a hashtag #voltarouge. O objetivo de Bonadio seria presentear os fãs com a comemoração dos 10 anos da banda feminina com, talvez, a gravação de um DVD e uma turnê pelo Brasil. Rick Bonadio afirmou que conversou primeiramente com a Karin e, depois de falarem sobre agenda e da vinda da Fantine para o Brasil para as gravações, todas as meninas adoraram a ideia. Karin Hils afirmou, "Estava havendo uma manifestação tão grande na internet que a gente já começou a cogitar essa volta. Foi esse carinho que deu um clique e que fez a gente pensar na possibilidade. Se fosse só por nós, não ia rolar por conta dos trabalhos. Está sendo uma correria muito grande, mas estou amando."
No dia 03 e 04 de novembro de 2012, as quatro meninas se reuniram no estúdio do Midas para compor e gravar duas músicas, "Tudo É Rouge" e "Tudo Outra Vez". Esse processo de gravação e reencontro seria mostrado mais tarde, em 2013, no reality show do Bonadio, intitulado Fábrica de Estrelas, e exibido pelo Multishow. Luciana Andrade também recebeu o convite, mas não aceitou. "Em meio aos inúmeros pedidos do público, recebemos o convite do Rick para esse retorno e ficamos muito felizes com a oportunidade de reviver e festejar essa história", diz Aline. "É uma honra saber que fizemos parte do pop brasileiro, e a sensação é de voltar no tempo, de uma segunda chance para trabalhar melhor, cantar melhor", declarou Fantine, que veio da Holanda, onde mora atualmente com o marido e a filha, Cristine, para a gravação.

## Lançamento e prévia
No domingo, 4, foi divulgado que umas das músicas que o grupo tinha gravado se chamaria "Tudo É Rouge". Apenas no dia 4 de abril de 2013, foi liberada uma prévia da canção. Já no dia 8 de abril, a canção foi liberada na íntegra, após o episódio de "Fábrica de Estrelas", que contou com a participação das meninas. A canção foi lançada por meio de streaming no SoundCloud, não sendo lançada nas rádios ou no iTunes, mesmo assim, a canção foi reproduzida mais de 120 mil vezes, apenas em um dia, somente no SoundCloud.

## Composição
| “ | "Acredito que agora tem muito do que nós somos hoje, do que nós nos transformamos. As músicas seguem exatamente aquilo que queremos imprimir para as pessoas. E é muito bom porque vamos cantar aquilo que as pessoas estão esperando e aquilo que a gente quer dizer. Neste momento, a gente conseguiu encontrar a forma certa de dizer o que estamos sentindo." | ” |

"Tudo É Rouge" foi composta pelas meninas do grupo, Aline Wirley, Fantine Thó, Karin Hils e Patrícia Lissa, juntamente com o Rick Bonadio, que a produziu. A canção é um pop dançante, com batidas dance-pop e eletrônica.
Como visto no programa, Rick Bonadio soltou uma base dançante e Fantine começou a fazer uma melodia, criando assim, a canção. O conceito lírico da canção partiu da integrante Patrícia, que mesmo não podendo estar no processo de composição, por conta do espetáculo  Priscilla, a Rainha do Deserto, sugeriu que o conceito da canção partisse da ideia de "pintar a cidade de rouge, como se rouge fosse um conceito, de ser rouge, do rouge ser um vibe." A partir da ideia de Patrícia, Bonadio teve a ideia de sugerir que "tudo é rouge", dando assim, não só o nome da canção, mas o pontapé inicial pra letra. Daí, Bonadio continuou o processo de composição da canção, com Fantine e Aline. Karin foi a última a chegar, dando várias ideias, incluindo a ideia de colocar uma referência ao hit "Ragatanga".
A primeira estrofe da canção é cantada por Fantine, falando que em todos os lugares as pessoas estão com o brilho no olhar, seguida de Aline, que fala que não importa o tempo ou o lugar, o brilho da cor, rouge, nunca vai apagar. Karin afirma, "cheguei aqui e hoje sei quem sou," enquanto Fantine conta, "cruzei os sete mares pra estar com você", (já que ela veio da Holanda para gravação), Aline adiciona que a sua fé a transformou, e Patrícia canta, "Eu sei já tava escrito o que tinha que ser." No refrão, as meninas cantam, "Tudo é Rouge, meu jeito de viver, é só olhar pra dentro que você vai ver, Tudo é Rouge, essa é a realidade, você pediu, o Rouge invadiu a cidade."

## Recepção

### Crítica
A canção recebeu críticas positivas. Para o site Papel Pop, "A música, que tem produção de Rick Bonadio, é um clássico ‘bate-cabelo’, que deve tomar conta das pistas de dança do País." Para a Redação do POPLine, "'Tudo É Rouge' abusa de sintetizadores sem perder a essência do grupo formado no extinto reality show Pop Star há mais de dez anos." Dizendo que "a grande surpresa da canção é um interlúdio em referência ao hit 'Ragatanga' com os trechos grudentos 'Aserehe ra'." Já para o site da Revista Veja, "Dançante até dizer chega, em clima de pop eletrônico daqueles bem radiofônicos, a música tem pinta de hit e traz um refrão que soa como um recado aos fãs mais dedicados." Para o site O Povo Online, "Rouge voltou maduro e pronto para as pistas!." Já para Romário Marques do site Não Me Entenda Mal, a música é "dançante e bate-cabelo dos bons, ao mesmo tempo que causa um sentimento de nostalgia nos fãs, despertando a felicidade e alegria por ter a banda de volta após 8 anos de hiato."

## Videoclipe

### Clipe de Gravação
Como não houve videoclipe oficial, a primeira versão do clipe foi um "clipe de gravação", que mostra imagens do reencontro das meninas, do processo de criação da música e também cenas da música sendo gravada no estúdio. O videoclipe teve mais de 90 mil acessos, em apenas uma conta do YouTube.

### Lyric Video
O grupo também disponibilizou um lyric video da canção, no canal oficial do YouTube. Nele, além da letra da música na íntegra, é possível conferir também o novo logo do grupo que destaque o ouro e pedras preciosas. O lyric video já possui mais de 163 mil acessos.

## Performances ao vivo
"Tudo É Rouge" teve sua primeira performance na turnêde retorno do grupo, o Chá Rouge (2017). Na ocasião, a integrante Lu Andrade, que não havia participado da gravação original da canção, teve uma estrofe cedida pela integrante Aline Wirley. A performance, que encerrava o show, contava com as cinco integrantes no andar de cima do palco, enquanto os bailarinos faziam uma rotina coreográfica embaixo. A canção também serviu como faixa de encerramento da turnê Rouge 15 Anos (2018).